# Kalacsinszki járás

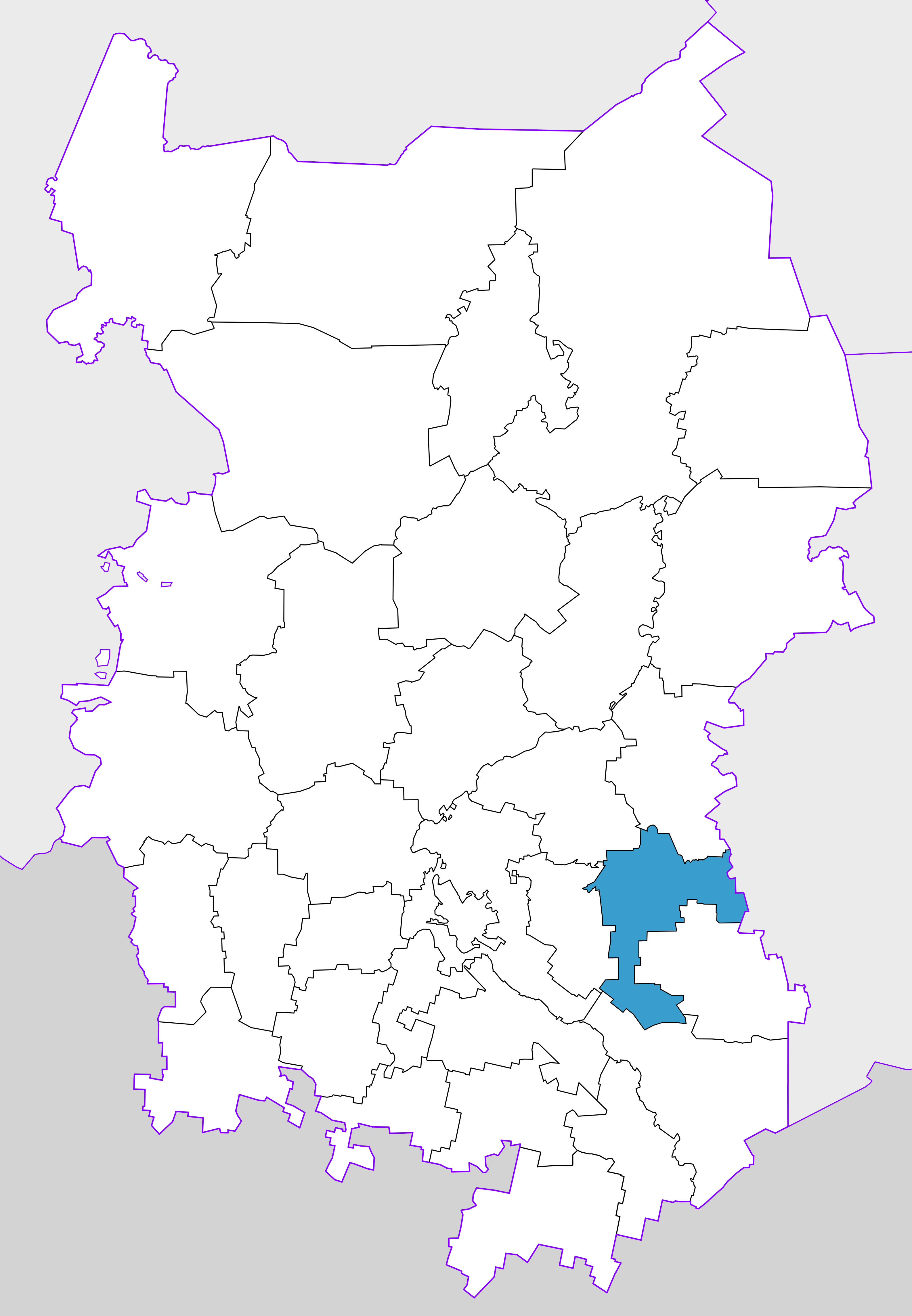
A Kalacsinszki járás az Omszki területen

A Kalacsinszki járás (oroszul Калачинский район) Oroszország egyik járása az Omszki területen. Székhelye Kalacsinszk.

## Népesség
- 1989-ben 22 812 lakosa volt.
- 2002-ben 21 810 lakosa volt, melynek 87,2%-a orosz, 3,7%-a német, 3,2%-a ukrán, 1,3%-a észt, 1%-a kazah.
- 2010-ben 18 197 lakosa volt, melynek 89,76%-a orosz, 2,55%-a német, 2,18%-a ukrán, 0,81%-a kazah, 0,71%-a tatár.